# Cogollos Vega
Cogollos Vega là một đô thị ở tỉnh Granada, cộng đồng tự trị Andalusia, Tây Ban Nha. Theo điều tra dân số 2004 của Viện thống kê Tây Ban Nha (INE), đô thị này có dân số là 2068 người. Diện tích đô thị này là 50 ki-lô-mét vuông. Đô thị này nằm ở độ cao 1009 m trên mực nước biển.